# Uốn ván sơ sinh

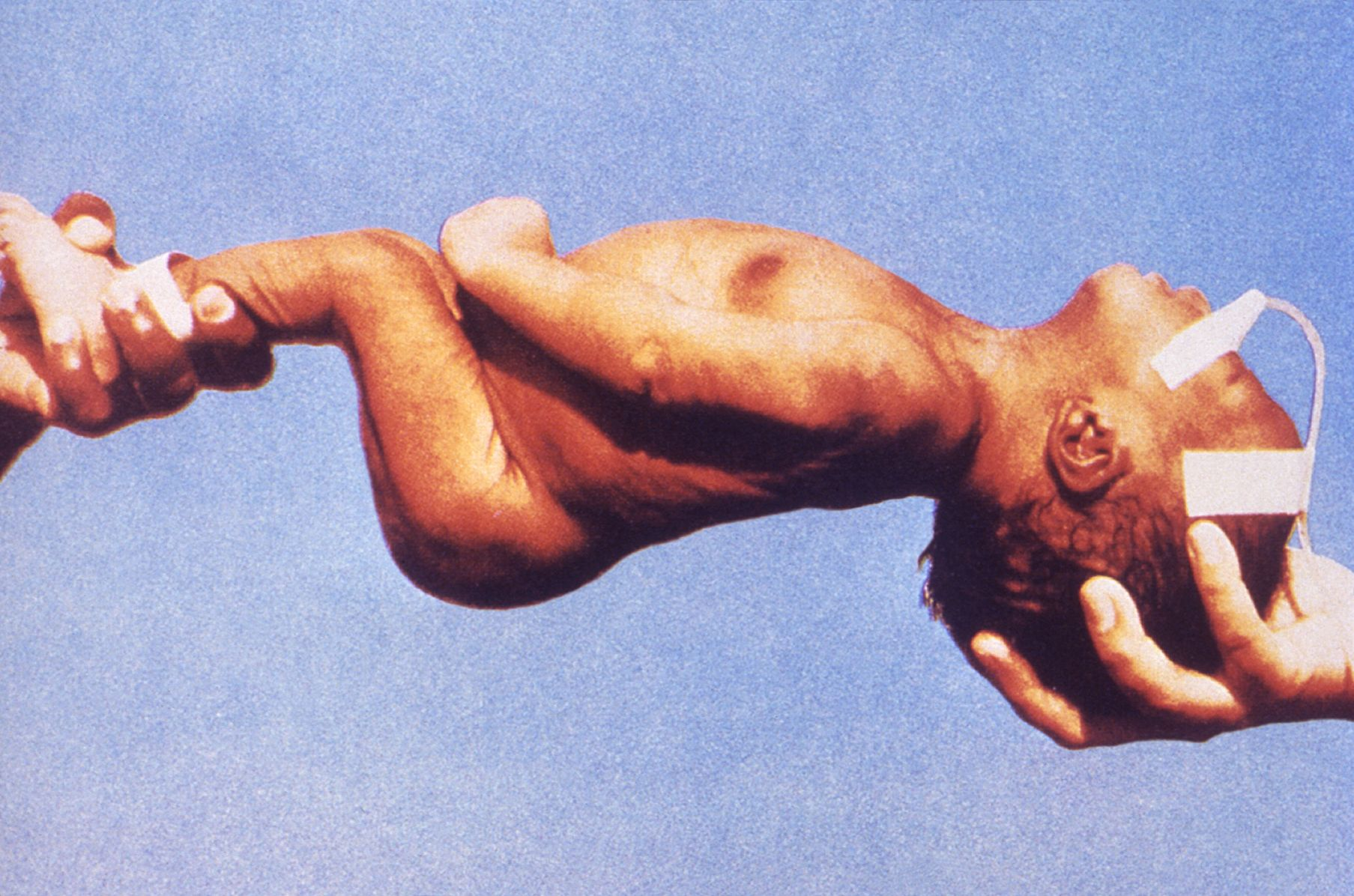
Đứa bé bị bệnh Uốn ván sơ sinh

Uốn ván sơ sinh (tiếng Anh: Neonatal tetanus) là dạng uốn ván tổng quát thường xảy ra ở trẻ sơ sinh. Do người mẹ và trẻ sơ sinh không được tiêm chủng để phòng ngừa bệnh nên trẻ sơ sinh không có miễn dịch thụ động. Bệnh thường xảy ra do nhiễm trùng cuống rốn khó lành, đặc biệt là khi rốn được cắt bằng các dụng cụ không được tiệt trùng. Bệnh Uốn ván sơ sinh chủ yếu xảy ra ở các nước đang phát triển, đặc biệt là những nước có cơ sở hạ tầng y tế kém phát triển nhất và hiếm gặp ở các các nước phát triển.